# Guglielmo Letteri
Guglielmo Letteri (Roma, 11 gennaio 1926 – Roma, 2 febbraio 2006) è stato un fumettista italiano, noto soprattutto per la sua opera su Tex.

## Biografia
Guglielmo Letteri visse a lungo in Albania con la famiglia. Inizialmente sembrava destinato a svolgere un'attività diversa da quella che avrebbe successivamente intrapreso. Suonò professionalmente per due anni (dal 1945 al 1947) nel trio jazz Crystal Trio.
Nel 1943 tornò nella sua città natale dove frequentò la Facoltà di Ingegneria e poi partì per l'Argentina, nazione un cui avvenne il suo primo incontro professionale con il fumetto. Nel 1949 conobbe Athos Cozzi, un disegnatore che lavorava già in Argentina e lo convinse a dedicarsi al disegno come lavoro. Da qui iniziò una collaborazione che lo portò a collaborare per varie case editrici, fianco a fianco con artisti come Hugo Pratt, Alberto Ongaro e Sergio Tarquinio.
Dopo altre "emigrazioni" l'artista si stabilì a Londra, dove collaborò con la Fleetway fino a quando fece ritorno in America Latina. Nel 1963 tornò in Italia e l'anno dopo esordì su Tex con Agguato fra le rocce, una delle ultime storie pubblicate nel formato a striscia e ristampata nei numeri 68 e 69 della serie "gigante" (cioè il formato che è diventato quello tradizionale di Bonelli).
Letteri si è dedicato a questo personaggio per più di quarant'anni, disegnando oltre 11.000 tavole e divenendo così il più prolifico disegnatore della testata dopo Galleppini.
Disegnatore molto amato dai lettori, con il suo stile pulito, preciso e di alta qualità, è stato il primo a fornire un'interpretazione personale di Tex che si discostasse da quella di Galep. Tra i suoi lavori più importanti è doveroso ricordare la caratterizzazione grafica del dotto egiziano El Morisco ed il volume fuori serie Oklahoma, scritto da Giancarlo Berardi e apripista alla successiva pubblicazione della collana Maxi Tex.
L'artista romano è stato inoltre l'autore (insieme a Nolitta) della storia più lunga mai pubblicata del mitico ranger, "Ritorno a Pilares", di ben 586 pagine (nn.387-392 della serie regolare).
All'opera di Letteri su Tex è stata dedicata una mostra nell'edizione del novembre 1998 del Salone del Fumetto di Lucca, da cui è scaturito un prestigioso catalogo intitolato Guglielmo Letteri e Tex corredato di molte immagini e articoli.
Muore a Roma il 2 febbraio 2006, all'età di ottant'anni.